# Posłowie na Sejm Polskiej Rzeczypospolitej Ludowej VII kadencji
Posłowie na Sejm Polskiej Rzeczypospolitej Ludowej VII kadencji zostali wybrani podczas wyborów parlamentarnych, które odbyły się w dniu 21 marca 1976.
Pierwsze posiedzenie odbyło się 25 marca 1976, a ostatnie, 29. – 18 lutego 1980. Kadencja Sejmu trwała od 21 marca 1976 do 21 marca 1980.
Kluby i koła na pierwszym posiedzeniu Sejmu VII kadencji i stan na koniec kadencji.
| \| Ugrupowanie polityczne[a] \| Ugrupowanie polityczne[a] \| III 1976 \| III 1980 \| +/– \| \| ------------------------- \| ---------------------------------------- \| -------- \| -------- \| --- \| \| \| Polska Zjednoczona Partia Robotnicza \| 261 \| 263 \| 2 \| \| \| Zjednoczone Stronnictwo Ludowe \| 113 \| 111 \| 2 \| \| \| Stronnictwo Demokratyczne \| 37 \| 34 \| 3 \| \| \| Stowarzyszenie „Pax” \| 5 \| 4 \| 1 \| \| \| Znak \| 5 \| 4 \| 1 \| \| \| Chrześcijańskie Stowarzyszenie Społeczne \| 2 \| 2 \| \| \| \| Niestowarzyszeni[b] \| 37 \| 36 \| 1 \| \| Razem \| Razem \| 460 \| 454 \| 454 \| | Podział 460 mandatów: PZPR: 261 ZSL: 113 SD: 37 Pozostali: 49 |          |          |     |
| Ugrupowanie polityczne | Ugrupowanie polityczne                                        | III 1976 | III 1980 | +/– |
| | Polska Zjednoczona Partia Robotnicza                          | 261      | 263      | 2   |
| | Zjednoczone Stronnictwo Ludowe                                | 113      | 111      | 2   |
| | Stronnictwo Demokratyczne                                     | 37       | 34       | 3   |
| | Stowarzyszenie „Pax”                                          | 5        | 4        | 1   |
| | Znak                                                          | 5        | 4        | 1   |
| | Chrześcijańskie Stowarzyszenie Społeczne                      | 2        | 2        |     |
| | Niestowarzyszeni                                              | 37       | 36       | 1   |
| Razem | Razem                                                         | 460      | 454      | 454 |

## Prezydium Sejmu VII kadencji
| Poseł                                                               | Poseł                 | Funkcja             | Klub                                        | Czas pełnienia funkcji | Czas pełnienia funkcji | Czas pełnienia funkcji |
| Poseł                                                               | Poseł                 | Funkcja             | Klub                                        | Od                     | Do                     |                        |
| ------------------------------------------------------------------- | --------------------- | ------------------- | ------------------------------------------- | ---------------------- | ---------------------- | ---------------------- |
|                                                                     | Jarosław Iwaszkiewicz | Marszałek senior    | bezpartyjny                                 | 25 marca 1976(dts)     | 25 marca 1976(dts)     |                        |
| Marszałek senior przewodniczy obradom Sejmu przed wyborem Prezydium |                       |                     |                                             |                        |                        |                        |
|                                                                     | Stanisław Gucwa       | Marszałek Sejmu     | KP Zjednoczonego Stronnictwa Ludowego       | 25 marca 1976(dts)     | 21 marca 1980(dts)     |                        |
|                                                                     | Halina Skibniewska    | Wicemarszałek Sejmu | bezpartyjna                                 | 25 marca 1976(dts)     | 21 marca 1980(dts)     |                        |
|                                                                     | Piotr Stefański       | Wicemarszałek Sejmu | KP Stronnictwa Demokratycznego              | 25 marca 1976(dts)     | 21 marca 1980(dts)     |                        |
|                                                                     | Andrzej Werblan       | Wicemarszałek Sejmu | KP Polskiej Zjednoczonej Partii Robotniczej | 25 marca 1976(dts)     | 21 marca 1980(dts)     |                        |

## Przynależność klubowa

### Stan na koniec kadencji
Posłowie VII kadencji zrzeszeni byli w następujących klubach i kołach poselskich:
- Klub Poselski Polskiej Zjednoczonej Partii Robotniczej – 263 posłów, przewodniczący klubu Edward Babiuch[2],
- Klub Poselski Zjednoczonego Stronnictwa Ludowego – 111 posłów, przewodniczący klubu Zdzisław Tomal[2],
- Klub Poselski Stronnictwa Demokratycznego – 34 posłów, przewodniczący klubu Piotr Stefański[2],
- Koło Poselskie PAX – 4 posłów, przewodniczący koła Jan Waleczek[2][3],
- Koło Poselskie Znak – 4 posłów, przewodniczący koła Janusz Zabłocki[2][4],
- Koło Posłów Chrześcijańskiego Stowarzyszenia Społecznego – 2 posłów, przewodniczący koła Kazimierz Morawski[2],
- Posłowie bezpartyjni – 36 posłów[2].

| Klub Poselski Polskiej Zjednoczonej Partii Robotniczej | Klub Poselski Polskiej Zjednoczonej Partii Robotniczej | Klub Poselski Polskiej Zjednoczonej Partii Robotniczej | Klub Poselski Polskiej Zjednoczonej Partii Robotniczej |
| --- | --- | --- | --- |
| | | | |
| - Barbara Andrejczyn - Bronisław Antczak - Stanisław Antoszewski - Edward Babiuch - Jerzy Bafia - Zdzisław Balicki - Feliks Barabasz - Kazimierz Barcikowski - Józef Barecki - Jadwiga Becelewska - Zbigniew Białecki - Zbigniew Białecki - Hieronim Blaszyński - Stefania Bruzda - Janusz Brych - Stanisław Brzeski - Jerzy Buć - Józef Buziński - Stefan Całużyński - Stanisław Celiński - Hubert Chojnacki - Stanisław Choma - Zenon Chudy - Bronisław Cieniewski - Stanisław Cieślik - Stanisław Ciosek - Zofia Ciszczoń - Bohdan Czeszko - Jan Darzyński - Paweł Dąbek - Mariusz Dmochowski - Kazimierz Dobisiak - Wit Drapich - Zdzisław Drewniowski - Ludwik Drożdż - Józef Drzewiecki - Franciszek Dzierwa - Ryszard Dziopak - Tadeusz Fiszbach - Krystyna Franiak - Ryszard Frelek - Mieczysław Furmanek - Adam Fuszara - Stanisław Gabrielski - Stanisław Gaertig - Aleksander Gajdek - Kazimierz Galusik - Tadeusz Gąsiorek - Aleksander Gertz - Stanisław Gębala - Edward Gierek - Walter Goszyc - Roman Góral - Tadeusz Grabski - Eugeniusz Grochal - Jerzy Grochmalicki - Bronisława Grochowska - Franciszek Grolewski - Zdzisław Grudzień - Józef Grygiel - Kazimiera Grzegorczyk - Ryszard Hajduk - Mieczysław Hebda - Tadeusz Hołuj - Henryk Jabłoński - Mieczysław Jagielski | - Adolf Jakubowicz - Ludwik Janczyszyn - Edward Jaremek - Witold Jaros - Witold Jarosiński - Piotr Jaroszewicz - Wojciech Jaruzelski - Władysław Jonkisz - Bronisław Jurkiewicz - Władysław Juszkiewicz - Franciszek Kaim - Stanisław Kamieniarz - Stefania Kamińska - Jan Kamiński - Stanisław Kania - Bolesław Kardaszewski - Alojzy Karkoszka - Jerzy Kaźmierczak - Eugenia Kempara - Józef Kępa - Anna Kiełcz - Wiktor Kinecki - Stanisława Kirsch - Maria Kisielewicz - Kazimierz Klupś - Leon Kłonica - Janina Kocemba - Michał Kolanowski - Edward Kondak - Jan Konieczny - Marian Konieczny - Bolesław Koperski - Stanisław Kopystyński - Henryk Kostecki - Leon Kotarba - Stanisław Kowalczyk - Adam Kowalik - Alfred Kowalski - Józef Kowalski - Władysław Kozdra - Urszula Kozłowicz - Henryka Krakowiak - Władysław Kruczek - Jerzy Kubalewski - Jan Kubit - Adam Kuć - Stanisław Kukuryka - Henryk Kula - Stanisław Kulesza - Dobromiła Kulińska - Jerzy Kułtuniak - Zenona Kuranda - Kazimierz Kuraś - Helena Kurnatowska - Zdzisław Kurowski - Jerzy Kusiak - Małgorzata Kuszaj - Ewa Kwiatkowska - Jerzy Kwiatkowski - Zdzisław Kwieciński - Teresa Lebiedzińska-Torbus - Zdzisław Legomski - Jan Leś - Edmund Listewnik - Marian Liszka - Zdzisław Luciński | - Ryszard Łabuś - Zofia Ładyńska - Jadwiga Łokkaj - Adam Łopatka - Jerzy Łukaszewicz - Stanisław Mach - Jarema Maciszewski - Józef Majchrzak - Maciej Majkut - Zdzisław Malicki - Jadwiga Malinowska - Józef Marchewka - Mirosław Martin - Marian Matera - Stefan Matlęga - Ludwik Maźnicki - Alojzy Melich - Jan Mendalka - Kazimierz Męcik - Eugeniusz Mielcarek - Ludwika Mieszkowska - Maria Milczarek - Stefan Misiaszek - Janina Młynarczyk - Mieczysław Moczar - Teresa Morawiec - Jolanta Morawska - Lucjan Motyka - Witold Możdżyński - Zofia Mroczka - Wiesław Mróz - Marian Myszka - Zygmunt Najdowski - Ryszard Najsznerski - Jerzy Nawrocki - Franciszek Nowak - Eugeniusz Obuchowski - Władysław Ochota - Franciszek Odrzywolski - Adolf Ojczyk - Maria Olczyk - Włodzimierz Oliwa - Kazimierz Olszewski - Stefan Olszowski - Marek Ordon - Stefania Oryl - Jan Pawlak - Władysław Pihan - Józef Pińkowski - Jerzy Piotrowski - Jerzy Piskorz-Nałęcki - Jan Plasota - Kazimiera Plezia - Zuzanna Połaska - Antoni Połowniak - Stefan Poznański - Janusz Prokopiak - Tadeusz Pyka - Zygmunt Raczkowski - Mieczysław Rakowski - Kazimierz Raszkowski - Maria Riemen - Kazimierz Rokoszewski - Stanisław Roziewicz - Mieczysław Róg-Świostek - Roman Rurański | - Roman Rutkowski - Włodzimierz Sawczuk - Antoni Seta - Franciszek Sielańczuk - Florian Siwicki - Irena Siwiec - Stanisław Składowski - Zdzisław Skorupa - Jadwiga Skóra - Piotr Skórzewski - Jerzy Smyczyński - Ryszard Socha - Jan Soja - Bronisława Sokołowska - Mieczysław Solecki - Irena Sroczyńska - Roman Stachoń - Aleksandra Stachura - Tadeusz Stasiak - Barbara Surma - Henryk Szafrański - Czesław Szczepanik - Maciej Szczepański - Janina Szczupak - Wilhelm Szewczyk - Jan Szydlak - Edward Szymański - Stanisława Świderska - Henryk Świderski - Józef Tejchma - Franciszek Tekliński - Marian Tobolski - Andrzej Tochowicz - Krzysztof Trębaczkiewicz - Józef Urbanowicz - Stanisław Wachowski - Jerzy Waszczuk - Andrzej Werblan - Zdzisław Wesołowski - Bronisław Więcek - Czesław Wilczyński - Henryk Wiśniewski - Stanisław Wituła - Tadeusz Wituski - Jerzy Wojciechowski - Ryszard Wojna - Jerzy Wojtecki - Tadeusz Wojtkowski - Lidia Wołowiec - Stanisław Wroński - Stanisław Wróbel - Tadeusz Wrzaszczyk - Zdzisław Wydrzyński - Adela Zarzycka - Jerzy Zasada - Sylwester Zawadzki - Stefan Zawodziński - Zbigniew Zieliński - Jerzy Ziętek - Mieczysław Ziętek - Jerzy Zygmanowski - Andrzej Żabiński - Zdzisław Żandarowski - Władysław Żelazny - Marian Żołnierczyk |
| Klub Poselski Zjednoczonego Stronnictwa Ludowego | | | |
| | | | |
| - Stanisław Adamiak - Izydor Adamski - Zygmunt Arndt - Janina Banasik - Józef Bareła - Jadwiga Biernat - Alojzy Biłko - Władysław Cabaj - Longin Cegielski - Stefan Choroś - Jadwiga Cichocka - Marian Cieślak - Zofia Cybulska - Kazimiera Czechowska - Stanisław Czerniej - Wacław Czyżewski - Franciszek Dąbal - Mieczysław Derejski - Bogusław Droszcz - Edward Duda - Jadwiga Dymała - Alojzy Faber - Kazimierz Fortuna - Henryka Frąc - Dyzma Gałaj - Franciszek Gesing - Regina Głąb - Edward Głodowski | - Zbigniew Gołacki - Alicja Gołyska - Jerzy Gralewicz - Jerzy Grzybczak - Stanisław Gucwa - Otylia Gwiaździńska - Edward Harasim - Marian Jakubczak - Leon Janczak - Franciszek Janiak - Czesław Jaroszewicz - Roman Karolak - Idzi Kasiński - Jan Kazimierczak - Jan Kędziora - Józef Kijowski - Tadeusz Klofik - Genowefa Kocańda - Emil Kołodziej - Walenty Kołodziejczyk - Józef Kołodziejski - Zenon Komorowski - Antoni Korzycki - Stanisław Kowalczyk - Stanisław Krzemień - Maria Kubacka - Benedykt Kurkowiak - Bernard Kus | - Jan Kwakszyc - Michał Kwaśniewicz - Daniela Liberadzka - Witold Lipski - Maria Łopatko - Ferdynand Łukaszek - Jerzy Maciak - Stanisław Maciejewski - Tadeusz Maj - Jan Malec - Jan Malinowski - Roman Malinowski - Czesław Mądry - Mieczysław Medeński - Maria Michalewska - Marianna Nawrot - Władysław Niemiec - Jan Niewiadomski - Tadeusz Orlof - Henryk Orzechowski - Bronisław Owsianik - Józef Ozga-Michalski - Bronisława Patalas - Piotr Pikul - Henryk Rafalski - Bernard Rośkiewicz - Zygmunt Rukściński - Mieczysław Rzepiela | - Franciszek Sadurski - Aleksander Schmidt - Tadeusz Skwirzyński - Czesław Słowek - Adolf Sobieraj - Ludomir Stasiak - Bolesław Strużek - Zygmunt Surowiec - Maria Szałajda - Janina Szczepańska - Maria Szwarnowiecka - Jerzy Szymanek - Jakub Talewski - Zdzisław Tomal - Władysław Trybus - Janina Waśniowska - Alicja Wawrzeńczyk - Antoni Wesołowski - Stanisław Włodarczyk - Czesław Wojtera - Józefa Wojtkowska - Henryka Wróblewska - Maria Wrzyszcz - Aleksander Zając - Andrzej Zydek - Krystyna Żaczek - Mirosław Żurek |
| Klub Poselski Stronnictwa Demokratycznego | | | |
| | | | |
| - Andrzej Bondarewski - Maria Budzanowska - Alojzy Czarnecki - Marceli Faska - Jadwiga Giżycka-Koprowska - Michał Grendys - Jan Janowski - Jerzy Jóźwiak - Halina Kiliś | - Zbigniew Kledecki - Anna Kochanowska - Barbara Koziej-Żukowa - Witold Lassota - Jadwiga Lech-Skubińska - Maria Lorentz - Bogdan Łysak - Krystyna Marszałek-Młyńczyk - Mieczysław Marynowicz | - Tadeusz Młyńczak - Cecylia Moderacka - Roman Oleksin - Stefania Pachnowska - Józef Różański - Zbigniew Rudnicki - Edward Sieradzki - Jan Słomski - Tadeusz Stadniczeńko | - Henryk Stawski - Piotr Stefański - Ewelina Szyszko - Gustaw Śliwa - Mieczysław Tarnawa - Edward Wiśniewski - Edward Zgłobicki |
| Koło Poselskie PAX | | | |
| | | | |
| - Zbigniew Czajkowski | - Witold Jankowski | - Zenon Komender | - Jan Waleczek |
| Koło Posłów Znak | | | |
| | | | |
| - Wacław Auleytner | - Ryszard Bender | - Jerzy Ozdowski | - Janusz Zabłocki |
| Koło Posłów Chrześcijańskiego Stowarzyszenia Społecznego | | | |
| | | | |
| - Kazimierz Morawski | - Stanisław Rostworowski | | |
| Posłowie bezpartyjni | | | |
| | | | |
| - Stefania Adamczak - Danuta Bartosz - Jerzy Bukowski - Anna Czepan - Barbara Dębicka - Bożena Hager-Małecka - Gustaw Holoubek - Helena Jagiełowicz-Gawle - Krystyna Jandy-Jendrośka | - Eryk Klasek - Henryk Kopaczyk - Jan Koszalski - Maria Kotlicka - Halina Koźniewska - Stanisław Luty - Zofia Łęgowik - Karol Małcużyński - Eugenia Małkowska | - Danuta Maszczyk - Ludmiła Mazurkiewicz - Edmund Męclewski - Marian Michniewicz - Marian Mięsowicz - Edmund Osmańczyk - Maria Pacer - Danuta Podlewska - Wiesław Sadowski | - Józef Sawajner - Halina Skibniewska - Jan Szczepański - Stanisław Trojanowski - Barbara Tumułka - Józef Więckowski - Tadeusz Wojna - Władysław Wojtkowiak - Wojciech Żukrowski |

### Posłowie, których mandat wygasł w trakcie VII kadencji (21 posłów)
| Poseł                | Poseł                   | Data wygaśnięcia mandatu | Przyczyna                    | Następca                     | Następca          |
| -------------------- | ----------------------- | ------------------------ | ---------------------------- | ---------------------------- | ----------------- |
|                      | Zygmunt Januzik         | 11 lipca 1976(dts)       | śmierć                       |                              | Kazimierz Klupś   |
|                      | Czesław Burski          | 19 lipca 1976(dts)       | śmierć                       | Henryka Krakowiak            |                   |
|                      | Wincenty Kraśko         | 10 sierpnia 1976(dts)    | śmierć                       | Zbigniew Białecki            |                   |
| Ryszard Wójcik       | 25 czerwca 1977(dts)    | śmierć                   | Maria Kisielewicz            |                              |                   |
|                      | Zbigniew Krzysztoforski | 21 sierpnia 1977(dts)    | śmierć                       | Irena Siwiec                 |                   |
|                      | Konstanty Łubieński     | 25 września 1977(dts)    | śmierć                       | Małgorzata Kuszaj            |                   |
|                      | Zdzisław Siedlewski     | 3 grudnia 1977(dts)      | śmierć                       | Edmund Listewnik             |                   |
|                      | Zbigniew Załuski        | 5 marca 1978(dts)        | śmierć                       |                              | Władysław Niemiec |
|                      | Helena Bursiewicz       | 22 kwietnia 1978(dts)    | śmierć                       |                              | Jerzy Zygmanowski |
|                      | Stanisław Sznajder      | 15 lipca 1978(dts)       | śmierć                       | Bronisław Więcek             |                   |
|                      | Sylwester Kaliski       | 16 września 1978(dts)    | śmierć                       | Helena Kurnatowska           |                   |
| Wacław Szymczak      | 27 listopada 1978(dts)  | śmierć                   | Zdzisław Wydrzyński          |                              |                   |
|                      | Bolesław Piasecki       | 1 stycznia 1979(dts)     | śmierć                       | Stanisław Kopystyński        |                   |
|                      | Wacław Kawski           | 8 lutego 1979(dts)       | śmierć                       | Marian Tobolski              |                   |
|                      | Jan Golonka             | 1 maja 1979(dts)         | śmierć                       |                              | Alojzy Faber      |
| Czesław Weresa       | 24 sierpnia 1979(dts)   | śmierć                   |                              | mandat pozostał nieobsadzony |                   |
|                      | Wiesław Bąkowski        | 5 października 1979(dts) | śmierć                       | mandat pozostał nieobsadzony |                   |
|                      | Aleksander Zarajczyk    | 21 grudnia 1979(dts)     | śmierć                       | mandat pozostał nieobsadzony |                   |
| Kazimierz Balawajder | 26 grudnia 1979(dts)    | śmierć                   | mandat pozostał nieobsadzony |                              |                   |
| Henryk Hałas         | 31 stycznia 1980(dts)   | śmierć                   | mandat pozostał nieobsadzony |                              |                   |
|                      | Jarosław Iwaszkiewicz   | 2 marca 1980(dts)        | śmierć                       | mandat pozostał nieobsadzony |                   |